# Unidad periférica de Grevená
Grevená (en griego: Γρεβενά, Grevená) es una unidad periférica de Grecia. Su capital es Grevená. Hasta el 1 de enero de 2011 fue una de las 51 prefecturas en que se dividía el país.
En el año 2008 Grevená obtuvo la distinción EDEN, que otorga la Comisión Europea, a uno de los veinte «Mejores destinos de turismo y el patrimonio intangible local».

## Subdivisiones
Comprende los siguientes municipios:
- Deskati
- Grevená